# ETOPS
ETOPS is een afkorting van Extended-range Twin-engine Operational Performance Standards (Nederlands: prestatiestandaarden voor tweemotorige vliegtuigen met een vergroot bereik). Deze standaard is opgesteld door de ICAO. De regel maakt vliegen met tweemotorige vliegtuigen mogelijk tussen twee vliegvelden die verder dan 120 minuten uit elkaar liggen.
De regel is ontworpen om tweemotorige toestellen (zoals de Boeing 767, Airbus A350 of de Boeing 777) op trans-Atlantische routes te laten vliegen. De ETOPS-regel heeft niet direct te maken met vliegen over water of afstanden over water. Het refereert aan een eenmotorige operatie tussen twee uitwijkvliegvelden.

## Geschiedenis
De eerste Atlantische oversteek met een vliegtuig werd in 1919 gemaakt door Alcock en Brown in een tweemotorige Vickers Vimy. De oversteek duurde 16 uur. De zuigermotoren waren in die tijd onbetrouwbaar, waardoor een Atlantische oversteek riskant was.
In 1953 voerde de Federal Aviation Administration of FAA een '60 minutenregel' in. Dit hield in dat tweemotorige vliegtuigen nooit verder dan 60 minuten uit de buurt van een vliegveld mochten zijn.

## Eerste ervaringen met straalmotoren
In de jaren 50 en 60 van de twintigste eeuw deed de straalmotor zijn intrede in de commerciële luchtvaart. Straalmotoren bewezen een grotere betrouwbaarheid te hebben. De FAA onthief in 1964 de driemotorige straalvliegtuigen van de 60 minutenregel. Dit opende de weg voor nieuwere en grotere driemotorige straalvliegtuigen als de DC-10 en de Lockheed L-1011. De tweemotorige straalvliegtuigen bleven onder de 60 minutenregel vallen.

## ETOPS-certificaten
ETOPS-certificaten worden afgegeven in tijdslimieten tussen twee (geschikte) uitwijkvliegvelden. Een ETOPS-75 certificering houdt in dat een als zodanig gecertificeerd vliegtuig nooit meer dan 75 minuten vliegtijd verwijderd van een geschikt uitwijkvliegveld mag zijn. De tijdslimiet is altijd gebaseerd op een eenmotorige operatie.

### Airline-certificaat

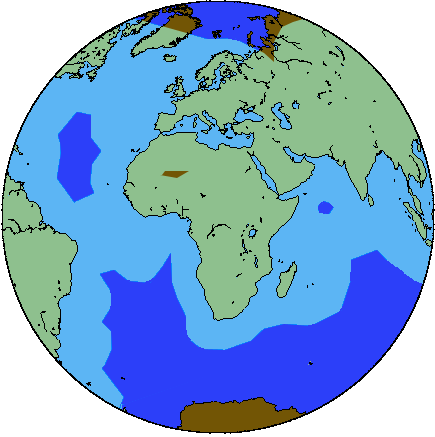
Een kaart met de gebieden waarin een ETOPS-90-vliegtuig niet mag komen omdat er geen uitwijkveld binnen de gestelde tijdslimiet te bereiken is.

Een ETOPS-certificaat kan uitgegeven worden nadat een bevoegde autoriteit de desbetreffende luchtvaartmaatschappij heeft beoordeeld. De volgende certificaten zijn hiervoor beschikbaar:
- ETOPS-75
- ETOPS-90
- ETOPS-120/138
- ETOPS-180/207

### Typecertificaat
Een type toestel kan ook ETOPS-gecertificeerd zijn. Voor een typecertificering zijn minder certificaten beschikbaar. De volgende certificaten zijn hiervoor beschikbaar:
- ETOPS-90, dit certificaat houdt de Airbus A300B4 die voor de ETOPS-regels zijn gemaakt vliegwaardig.
- ETOPS-120/138
- ETOPS-180/207, dit certificaat beslaat 95% van het aardse oppervlak.

Een typecertificering komt zelden voor. De Amerikaanse luchtvaartautoriteit FAA heeft de Boeing 777 een ETOPS-180-certificering gegeven. Dit houdt in dat elk geleverde 777 standaard een ETOPS-180-certificering heeft. De Europese JAA heeft dit voor Europa gewijzigd en geeft de 777 een ETOPS-120 certificering. Na een jaar vindt een evaluatie plaats, waarna een luchtvaartmaatschappij via een 'Airline-certificaat' alsnog een ETOPS-180 kan verkrijgen voor een Boeing 777.

## Trivia

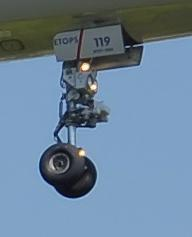
Een neuswieldeur van een Boeing 757 van Continental Airlines waarop de tekst 'ETOPS' is aangebracht. Het nummer '119' refereert hier niet aan een ETOPS-certificaat.

- Enkele luchtvaartmaatschappijen geven op de neuswieldeuren van hun vliegtuigen aan of deze ETOPS gecertificeerd zijn. Vaak staat er 'ETOPS' op, of zet de maatschappij een nummer op de deuren die refereert aan het nummer van het ETOPS-certificaat. (Bijvoorbeeld 180 voor ETOPS-180).
- Een backroniem voor ETOPS is 'Engines Turning Or People Swimming' (motoren draaien of passagiers zwemmen).